# Escalier Fillgraderstiege
Le Fillgraderstiege est un escalier situé dans le sixième arrondissement de Vienne, Mariahilf. Il a été construit de 1905 à 1907 et conçu par Max Hegele (en), un élève de Victor Luntz (en) et Carl Hasenauer, dans un style Art Nouveau, afin de relier les deux rues, Fillgradergasse et Theobaldgasse. Le nom signifie d'ailleurs littéralement  « Montée de la rue Fillgrader ».

## Rénovation
L'escalier a été fermé en 1981  après avoir été utilisé pendant  près de 80 ans. Réparé entre 1982 et 1984, un café et une galerie d'art ont été ajoutées dans un espace inutilisé derrière l'escalier, l'ensemble ayant ouvert le 1er août 1985.
L'escalier Fillgraderstiege a été nommé quatrième plus bel escalier en Europe dans un sondage de 2004 réalisé par des professeurs d'art européens.